# Starving Trancer
Yusuke Ceo, principalmente conocido como Starving Trancer es un músico afiliado a EXIT TUNES (QUAKE Inc.). Él fue comisionado para crear canciones en Bemani, inclusive haciendo apariciones junto con Ryutaro Nakahara y/o Mayumi Morinaga. Por otro lado, también trabaja con Pony Canyon para crear temas de apertura para animes.

## Principales composiciones
La siguiente lista muestra las canciones que fueron creadas por el mismo autor y también con los artistas que trabajó para su elaboración:

### Canciones de Bemani
- beatmania IIDX
  - XANADU OF TWO
  - Follow Tomorrow
  - NNRT
  - 405nm (Ryu☆mix)
  - Fly you to the star
  - 罪と罰
  - 十六夜セツナ
  - Everlasting Last

- BeatStream
  - blue moment
  - そるらる★とんちんかん
  - Twinkle Peace

- Dance Dance Revolution
  - COME BACK TO MY HEART
  - New Gravity
  - ずっとみつめていて (Ryu☆Remix)

- GuitarFreaks & DrumMania
  - 800nm

- jubeat
  - Too Late Snow
  - Affection feat. Another Infinity
  - Lapis Lazuli
  - My Babe Bee
  - Rise From The Ashes
  - セツナイロ feat. Another Infinity (Ryu☆ Remix)
  - 夢現

- pop'n music
  - 朧
  - Realize Maze

- REFLEC BEAT
  - STARS (Ryu☆Remix RRver.)
  - 永久のキズナ feat. Another Infinity
  - It's my Miracle
  - サクラヨゾラ
  - contrail tail
  - 光と幻影 (Xceon album ver.)
  - 幻影ノ消失

- SOUND VOLTEX
  - 色は匂へど散りぬるを
  - 月に叢雲華に風
  - 泡沫、哀のまほろば
  - 最果てのコトバ
  - 夕立、君と隠れ処
  - 君色サブリミナル (Arranged: Iceon)